# Rick Hofstra
Rick Hofstra (Sneek, 21 april 1977) is een dartsspeler uit Nederland. Hij speelt in de BDO. Hij begon met darten in 1996.
Hofstra bereikte de kwartfinales van de Belgium Open in 2001 en de Swiss Open in 2002 voordat hij zijn grote debuut ging maken op de International Darts League in 2003. Hij versloeg Bob Taylor uit Schotland in de groepsfase, maar verloor van Raymond van Barneveld. Hofstra versloeg Co Stompé en kwalificeerde zich voor de tweede groepsfase, waarin hij alle drie de groepswedstrijden verloor van Andy Fordham, Tony David en Jarkko Komula. Hij verloor in de eerste ronde van de World Darts Trophy in 2003 van Tony West. Ook verloor hij in de eerste ronde van de Winmau World Masters 2003 van Martin Adams.
Hofstra kwalificeerde zich voor de BDO World Darts Championship in 2004. Hij verloor met 3-1 van Mervyn King in een controversiële wedstrijd. Met een 1-1 gelijke stand in sets, klaagde King dat de oche niet op de juiste lengte van het bord stond. De spelers moesten van het podium en de afstand werd gecontroleerd. King won de volgende twee sets en ook de wedstrijd met 3-1. Hofstra bereikte de kwartfinales van de Winmau World Masters in 2004. Hij versloeg Paul Hanvidge en Raymond van Barneveld, maar verloor van Tony David.
Hofstra kwam terug naar de Lakeside voor de BDO World Darts Championship in 2005. Dit keer was hij automatisch geplaatst en hoefde hij zich niet te kwalificeren. Hij verloor in de eerste ronde van de als vierde geplaatste Tony West met 3-2.

## Resultaten op wereldkampioenschappen

### BDO
- 2004: Laatste 32 (verloren van  Mervyn King met 1-3)
- 2005: Laatste 32 (verloren van Tony West met 2-3)
- 2014: Kwartfinale (verloren van Stephen Bunting met 2-5)
- 2015: Laatste 32 (verloren van Jim Widmayer met 1-3)

### WDF
- 2013: Laatste 32 (verloren van Kevin Burness met 3-4)